# أليخو مانشو
أليخو مانشو (بالإسبانية: Alejo Menchon)‏ (مواليد 10 أكتوبر 1982)، هو لاعب كرة قدم سابق كان يلعب كلاعب وسط.